# Fernando Alejandro Ponce
Fernando Alejandro Ponce (Balcarce, 23 de julio de 1992) es un futbolista argentino que juega de defensa en Colegiales de la Primera Nacional de Argentina.

## Trayectoria
Realizó las divisiones inferiores en Banfield, donde debutó en Primera división vs. Deportivo Merlo por Copa Argentina, equipo que por aquel entonces comandaba Julio Falcioni. En 2014 emigró a la liga de Gibraltar, firmando por el Lynx Football Club. En 2015, firmó en Alvarado por dos temporadas, camiseta que defendió en 50 ocasiones . 
En 2017, recaló en Defensores de Belgrano de Villa Ramallo por seis meses, para luego jugar en Club Sportivo Belgrano (San Francisco), donde jugó 28 partidos y marcó un gol. En 2018, regresó a Alvarado, donde fue parte fundamental del plantel que logró el ascenso a Primera B Nacional, en un polémico partido ante San Jorge de Tucumán.
En marzo de 2020 , se confirma su transferencia a Cobresal de la Primera División chilena, siendo el primer jugador que Alvarado transfería en una operación de venta a un equipo internacional por un contrato de dos temporadas. En 2021 del recaló en Deportes Temuco de la Primera B chilena. En 2022 se transformó en flamante refuerzo de Arturo Fernández Vial, de la misma división con un contrato por dos temporadas .
En el año 2023 llega a Sarmiento de Resistencia , club en el que disputó todos los partidos del torneo correspondiente a ese año . 
Actualmente se desempeña como central izquierdo en el club Douglas Haig de Pergamino .

## Clubes
| Club                                    | País      | Año       |
| --------------------------------------- | --------- | --------- |
| Banfield                                | Argentina | 2010-2013 |
| Lynx FC                                 | Gibraltar | 2014      |
| Alvarado                                | Argentina | 2015-2016 |
| Defensores de Belgrano de Villa Ramallo | Argentina | 2017      |
| Sportivo Belgrano                       | Argentina | 2017-2018 |
| Alvarado                                | Argentina | 2018-2021 |
| Cobresal                                | Chile     | 2021      |
| Deportes Temuco                         | Chile     | 2021      |
| Arturo Fernández Vial                   | Chile     | 2022      |
| Sarmiento de Resistencia                | Argentina | 2023      |
| Douglas Haig                            | Argentina | 2024      |
| Colegiales                              | Argentina | 2025-Act. |